# Maria Zanoli
Maria Zanoli (Milano, 26 ottobre 1896 – Milano, 15 novembre 1977) è stata un'attrice italiana.

## Biografia
Attratta sin da bambina dalla recitazione e dal palcoscenico, inizia a frequentare la prosa come attrice in piccole parti sino ad arrivare ai primi lavori con varie compagnie, nel dopoguerra sarà scritturata da Giorgio Strehler, per il Piccolo Teatro di Milano dove insieme a Isa Miranda recita il Ritratto di un'attrice. Dopo tre anni al Piccolo Teatro, passa, con Guido Salvini, nella compagnia del Teatro Nazionale, e lavora con Vivi Gioi e Vittorio Gassman; torna nel 1955 con Strehler ne L'opera da tre soldi di Bertolt Brecht. Debutta nel cinema nel 1944 con Renato Castellani in Zazà. Recita in circa 60 film fino al 1961, lavorando, tra gli altri, con registi come Mario Mattoli, Julien Duvivier, Federico Fellini e Luchino Visconti. Spesso presente nella prosa alla Radio Rai, e in alcuni sceneggiati della televisione degli anni cinquanta e sessanta.

## Prosa teatrale
- L'uragano di Aleksandr Nikolaevič Ostrovskij, regia di Giorgio Strehler, Piccolo Teatro di Milano, 11 novembre 1947.
- Delitto e castigo di Fëdor Dostoevskij, regia di Giorgio Strehler, Piccolo Teatro di Milano, 26 febbraio 1948.
- Detective story di Sidney Kingsley, regia di Luigi Squarzina, prima al Teatro Valle di Roma, 30 gennaio 1951.

## Prosa radiofonica Rai
- Oh amante mia! di Terence Rattigan, trasmessa l'8 marzo 1954.

## Filmografia

### Cinema
- Incontri di notte, regia di Nunzio Malasomma (1943)
- Zazà, regia di Renato Castellani (1944)
- Macario contro Zagomar, regia di Giorgio Ferroni (1944)
- Circo equestre Za-bum, Mario Mattoli (1944)
- Giudicatemi, regia di Giorgio Cristallini (1949)
- Patto col diavolo, regia di Luigi Chiarini (1949)
- Il sentiero dell'odio, regia di Sergio Grieco (1950)
- Il nido di falasco, regia di Guido Brignone (1950)
- Incantesimo tragico (Oliva), regia di Mario Sequi (1951)
- Quo vadis, regia di Mervyn LeRoy (1951)
- Amo un assassino, regia di Baccio Bandini (1951)
- Carne inquieta, regia di Silvestro Prestifilippo (1952)
- Don Camillo, regia di Julien Duvivier (1952)
- Sensualità, regia di Clemente Fracassi (1952)
- Processo contro ignoti, regia di Guido Brignone (1952)
- Il romanzo della mia vita, regia di Lionello De Felice (1952)
- Non ho paura di vivere, regia di Fabrizio Taglioni (1952)
- Noi peccatori, regia di Guido Brignone (1952)
- Inganno, regia di Guido Brignone (1952)
- La lupa, regia di Alberto Lattuada (1952)
- Europa '51, regia di Roberto Rossellini (1952)
- La tratta delle bianche, regia di Luigi Comencini (1953)
- Fermi tutti... arrivo io!, regia di Sergio Grieco (1953)
- Bufere, regia di Guido Brignone (1953)
- L'età dell'amore, regia di Lionello De Felice (1953)
- Donne proibite di Giuseppe Amato (1953)
- Addio mia bella signora, regia di Fernando Cerchio (1953)
- Canzone d'amore, regia di Giorgio Simonelli (1954)
- La barriera della legge, regia di Piero Costa (1954)
- Appassionatamente, regia di Giacomo Gentilomo (1954)
- Prima del diluvio (Avant le déluge), regia di André Cayatte (1954)
- La contessa scalza (The Barefoot Contessa), regia di Joseph L. Mankiewicz (1954)
- Fascicolo nero (Le Dossier noir), regia di André Cayatte (1955)
- Guerra e pace (War and Peace), regia di King Vidor (1956)
- Il bidone, regia di Federico Fellini (1955)
- L'ultimo amante, regia di Mario Mattoli (1955)
- La ladra, regia di Mario Bonnard (1955)
- Andrea Chénier, regia di Clemente Fracassi (1955)
- Incatenata dal destino, regia di Enzo Di Gianni (1956)
- Le notti bianche, regia di Luchino Visconti (1957)
- Uomini e lupi, co-regia di Giuseppe De Santis (1957)
- Occhio per occhio (Œil pour œil), regia di André Cayatte (1957)
- I sogni nel cassetto, regia di Renato Castellani (1957)
- El Alamein, regia di Guido Malatesta (1957)
- Amore e guai..., regia di Angelo Dorigo (1958)
- Ho giurato di ucciderti, regia di Juan Antonio Bardem (1958)
- Scano Boa, regia di Renato Dall'Ara (1961)

### Televisione
- Demetrio Pianelli, regia di Sandro Bolchi – miniserie TV (1963)
- I miserabili, regia di Sandro Bolchi – miniserie TV (1964)
- I promessi sposi, regia di Sandro Bolchi – miniserie TV (1967)
- Tartarino sulle Alpi, regia di Edmo Fenoglio – miniserie TV (1968)
- Piccoli borghesi – film TV (1968)